# Don McEvoy
Don McEvoy, diminutivo di Donald William McEvoy (Golcar, 3 dicembre 1928 – Halifax, 9 ottobre 2004) è stato un allenatore di calcio e calciatore inglese, di ruolo difensore.

## Carriera

### Giocatore
Dopo aver giocato nelle giovanili dell'Huddersfield Town, nel 1949, all'età di 19 anni, viene aggregato alla prima squadra dei Terriers, con cui esordisce tra i professionisti giocando 5 partite nella prima divisione inglese; l'anno seguente scende in campo con maggior regolarità (25 presenze), ed a partire dalla stagione 1951-1952 diventa titolare, facendo registrare 35 presenze ed un gol. Nella stagione 1952-1953, trascorsa in seconda divisione dopo la retrocessione dell'annata precedente e conclusa con un immediato ritorno in prima divisione, disputa invece 42 partite e segna 2 reti. Dopo altre 35 presenze nella stagione 1953-1954, gioca 6 partite nella stagione 1954-1955, nella quale viene ceduto a stagione in corso allo Sheffield Weds, con cui conclude l'annata giocando ulteriori 19 partite in prima divisione. Successivamente sempre con gli Owls totalizza rispettivamente 37 e 20 presenze (con anche un gol nella prima stagione) nelle stagioni 1955-1956 e 1956-1957, conclusa la quale il club retrocede in seconda divisione, categoria in cui McEvoy durante la stagione 1957-1958 gioca altre 29 partite. Nell'estate del 1958 si trasferisce poi al Lincoln City: con gli Imps trascorre complessivamente due stagioni in terza divisione, per un totale di 23 partite di campionato giocate. Infine si accasa al Barrow, club di quarta divisione, con il quale tra il 1960 ed il 1962 segna un gol in 74 partite di campionato giocate in questa categoria, per poi all'età di 34 anni ritirarsi.
In carriera ha totalizzato complessivamente 350 presenze e 5 reti nei campionati della Football League.

### Allenatore
McEvoy subito dopo il ritiro inizia ad allenare all'Halifax Town, club di quarta divisione, che guida dal 1962 al 1964. Allena in questa categoria anche nel triennio seguente, al Barrow, club con cui conquista un terzo posto nella Fourth Division 1966-1967, con conseguente promozione in terza divisione: ottenuta la promozione lascia tuttavia il club per diventare allenatore del Grimsby Town, un altro club di terza divisione: la sua esperienza ai Mariners dura tuttavia una sola stagione, terminata peraltro con una retrocessione in quarta divisione, conclusa la quale lascia il club e passa al Southport, club di quarta divisione, che allena dal 1968 al 1970; smette di allenare al termine della stagione 1970-1971, trascorsa nuovamente al Barrow in quarta divisione.